# 大學系統
大學系統是一组通常在地理上分布的多个附属大学和学院。通常，大学系统中的所有成员大学在其各种名称中都具有共同的组成部分，大学系统的所有成员大学都由系统范围的管理机构——董事会或校董会管理。

## 美国
以美國為例，各州州立大學組成數個大學系統，系統董事會監理各校，其成員由州議會通過後，提請州長任命。。在美国，许多州都有一两个州立大学系统，其中许多公立大学在名称和治理上都与之保持一致。

## 法国
在法国，大学系统分为两种：
- 学院制大学——最初具有“实验性”地位，即EPE，之后获得Grand Établissement (GE) 地位
- 大学与院校共同体（Communautés d'Universités et Établissements, COMUE）[2]

## 加拿大
在加拿大，主要的大学系统是魁北克大学，旗舰校区为魁北克大学蒙特利尔分校。

## 越南
在越南，大学系统由许多成员机构组成，每个机构相当于一所正规的专业大学。越南目前有6个大学系统，每个大学系统分为许多成员大学、成员学校或成员学院，专门培训和研究特定学科组以创造自己的优势。大学系统的负责人称为校长，成员大学的负责人称为校长。
- 越南河内国立大学
- 越南胡志明市国立大学
- 岘港大学
- 顺化大学
- 太原大学

## 台湾
臺灣的大學系統則是策略夥伴型態，最早可溯至臺灣聯合大學系統，而後陸續有臺灣綜合大學系統、臺北聯合大學系統成立。